# Кеприкейское сражение
Кеприке́йское сраже́ние (28 декабря 1915 года — 7 января 1916 года) — наступление русских войск на позиции турецкой армии во время Первой мировой войны. Завершилось успехом русских войск, которые вынудили османские части к отходу и подошли к крепости Эрзурум.

## Силы сторон
Русская армия в наступлении задействовала: 24 батальона, 14 сотен и 68 орудий. Удар предполагался в направлении труднопроходимой местности, в районе Маслагата и Кеприкея, где турецкое командование не ожидало удара русской армии. Вспомогательные удары наносили также 1-й Кавказский армейский корпус и 2-й Туркестанский армейский корпус.

## Ход боевых действий
Операция началась 28 декабря 1915 года действиями 2-го Туркестанского армейского корпуса, 1-й Кавказский армейский корпус и ударная группировка русских войск перешли в наступление 30 декабря 1915 года. Удар русских войск стал неожиданностью для турок, которые были вынуждены отступать. Внезапности наступления способствовали меры маскировки и дезинформации, предпринятые русским командованием.
Выход части сил ударной армейской группы в тыл турецких войск северо-восточнее Кеприкея решил исход борьбы. 3 января турецкая армия, опасаясь полного окружения, была вынуждена начать отход. При этом все делалось в спешке и туркам приходилось сжигать свои склады, чтобы они не достались русским войскам.
Наступление русских войск проходило в тяжёлых условиях. Снежные бураны, глубокие сугробы осложняли и без того трудный путь по горным склонам. Однако, несмотря на все сложности, авангарды русских войск уже к 7 января подошли к турецкой крепости Эрзерум.